# Серп і Молот (Кугарчинський район)
Серп і Молот (рос. Серп и Молот, башк. Серп и Молот) — хутір (колишнє селище) у складі Кугарчинського району Башкортостану, Росія. Входить до складу Ісімовської сільської ради.
Населення — 16 осіб (2010; 26 в 2002).
Національний склад:
- башкири — 54%
- росіяни — 31%